# Armand Seguin

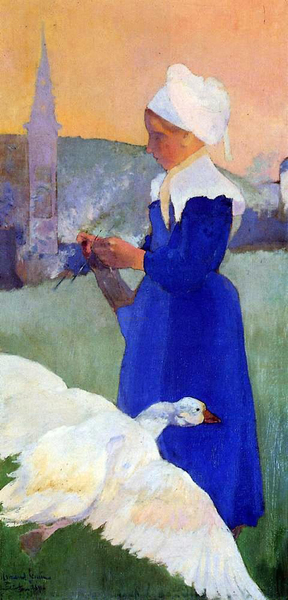
La guardiana di oche

Armand Félix Abel Seguin (Parigi, 15 aprile 1869 – Châteauneuf-du-Faou, 30 dicembre 1903) è stato un incisore e pittore francese.

## Biografia
Armand Seguin era figlio di Armand Félix Abel Seguin (1799-1873) e di Charlotte Elmore, mentre suo nonno Armand Jean François Seguin (1767-1835), detto "Seguin", era stato un personaggio piuttosto noto: medico, chimico, imprenditore, banchiere (fu anche banchiere della famiglia Bonaparte) e proprietario dell'Isola Seguin sulla Loira.
Dei suoi studi di pittura, della sua produzione e, in generale, della sua vita prima di recarsi in Bretagna si conosce molto poco. Studiò certamente all'Académie Julian, dove si impadronì saldamente del disegno e dell'incisione, mentre iniziò la sua carriera di pittore abbracciando le teorie e le tecniche dell'impressionismo. Debuttò al Salon des Indépendants nel 1893 per ripresentarsi due anni dopo al Parc de Bouteville. 
Nel 1889 visitò la mostra del Caffè Volpini e ne fu profondamente colpito. Decise allora di raggiungere Paul Gauguin e il suo gruppo. Dall'aprile del 1891 si trasferì in Bretagna, a Pont-Aven, dove divenne allievo di Gauguin e amico di Henry de Groux, e dove frequentò il gruppo di Pont-Aven. La sua pittura passò quindi ad espressioni chiaramente postimpressioniste ed egli si prodigò nel gruppo dei Nabis, partecipando alla sua fondazione e alle prime manifestazioni.
Nel 1893 si recò a Le Pouldu, dove insegnò allo stesso Gauguin e a Roderic O'Conor la tecnica dell'acquaforte e dell'acquatinta.
Ma la scarsità di mezzi economici lo indusse, malvolentieri,  a produrre incisioni commerciali. Lavorò come illustratore (Les fleurs du mal di Charles Baudelaire, Manfred, opera teatrale di George Byron, Gaspard de la nuit di Aloysius Bertrand) e realizzò anche numerose stampe. Fra il 1900 e il 1901, installatosi a Châteaulin, disegnò anche delle illustrazioni commissionategli da Ambroise Vollard.
La sua pittura, nel frattempo, subì la forte influenza di  Émile Bernard e delle stampe giapponesi.
Seguin resta, con Roderic O'Conor, l'incisore più originale fra gli artisti della cerchia di Gauguin, e la sua opera grafica supera largamente la sua produzione pittorica. E ciò suo malgrado, poiché Seguin avrebbe voluto essere noto e apprezzato assai più come pittore che come disegnatore e incisore. Scrisse infatti:
"Ogni giorno, ogni notte, sogno dei quadri che non potrò eseguire, mentre tutti i miei desideri e le mie forze tendono a poterlo fare"
Armand Seguin viene considerato comunemente come "il cronista" del gruppo di Pont-Aven. Nel 1903 infatti egli scrisse tre articoli sulla costituzione e sugli obiettivi del "gruppo di Pont-Aven" per la rivista L'Occidente, diretta da Maurice Denis. Tuttavia, per colpa dell'editore, non poté pubblicare integralmente le sue "annotazioni". Una parte dei manoscritti è persino andata perduta e il solo frammento che ne resta non è che una testimonianza parziale,  ma rara e autentica, sulla "scuola di Pont-Aven".
Nel 1903 andò ad abitare a Châteauneuf-du-Faou, nell'atelier del suo amico Paul Sérusier. Ma un ennesimo attacco di tubercolosi lo uccise.
"Seguin morì a 34 anni. Fragile, affetto dal mal sottile, sempre in miseria, la sua vita fu una continua lotta contro le avversità".

## Alcune opere
Armand Seguin ci ha lasciato solo una dozzina di tele e un centinaio di incisioni.
- Dipinti
  - Autoritratto, (c. 1885)
  - La guardiana di oche, (c. 1890)
  - Paesane bretoni in preghiera, (c. 1890)
  - Testa di giovane bretone, (c. 1892)
  - Donne nel bosco, (1892) - Museo dipartimentale Maurice Denis.
  - Les fleurs du mal, (1892)
  - La stazione di Valmondois, (1893)
  - Le due capanne, (c. 1893) - Museo d'Indianapolis.
  - Ritratto di Mademoiselle Gabrielle Vien (o Marie-Jade bambina), (c. 1894) - Musée d'Orsay.
  - Donne bretoni davanti alla falesia, (c. 1895)
  - La spiaggia, (1902) - Museo di Belle arti di Rouen.
  - Nudo della contessa d'Hauteroche, (1896)
  - I paradisi artificiali, (1896)
  - Ragazza davanti a una finestra con la vista su Pont-Aven, (collezione privata).
  - La bretone - Museo di Belle arti di Brest
- Incisioni su legno
  - Bretone, (1896)
- Stampe
  - Il castello di Saint-Maurice
- Acqueforti
  - Paesaggio, (c.1894) - Museo di Belle arti del Canada.[5]
  - Nudo
  - Donna seduta contro un albero
  - Testa di bretone di faccia[6].

## Galleria d'immagini

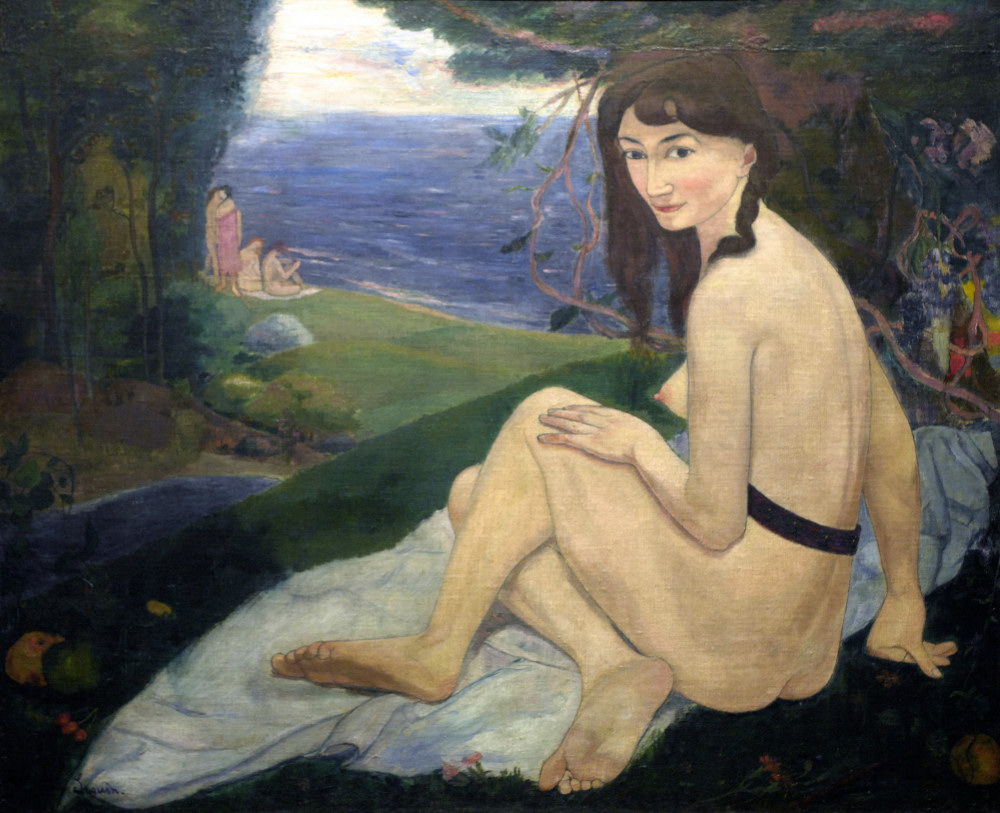
Nudo della contessa d'Hauteroche
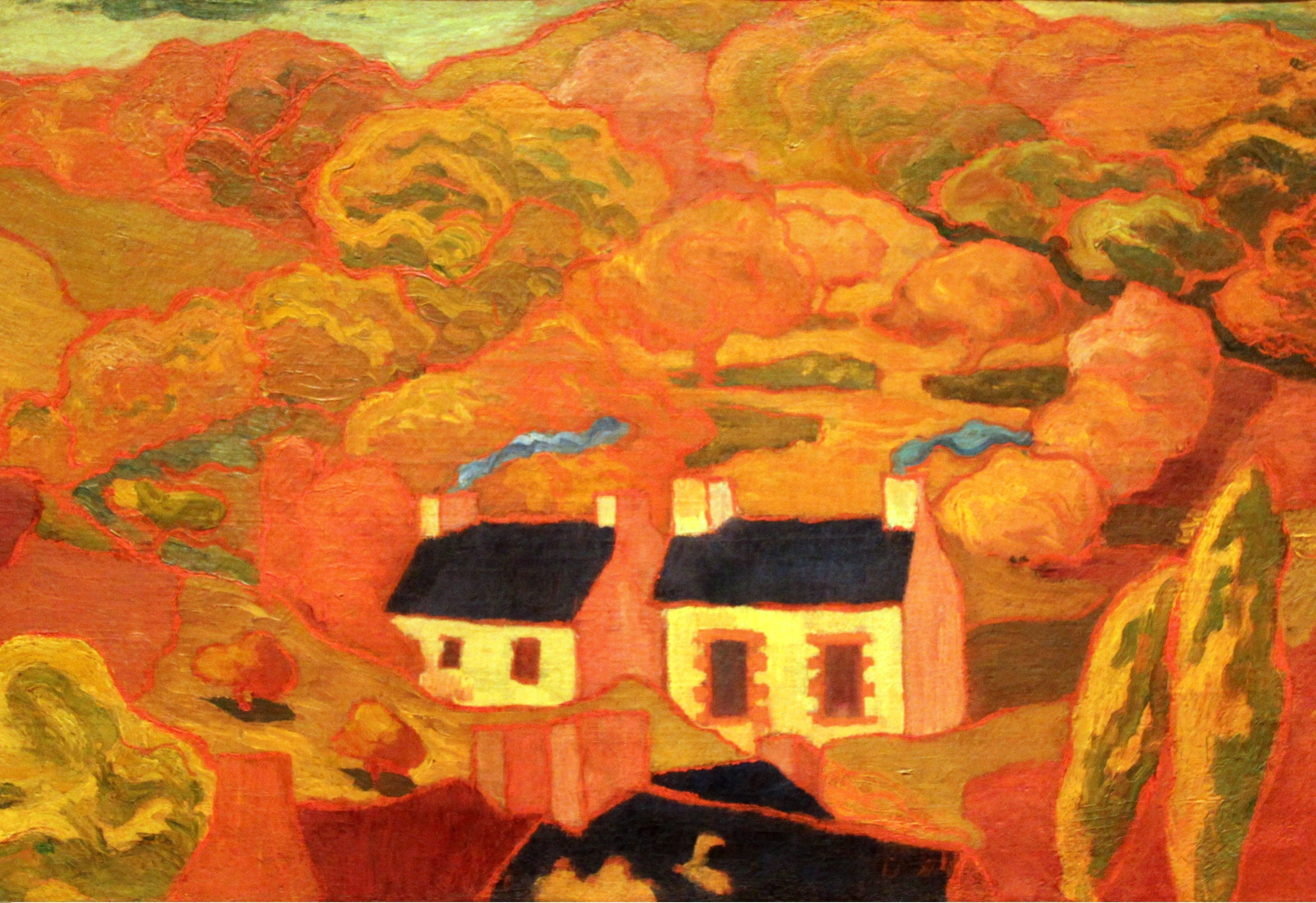
I due cottages
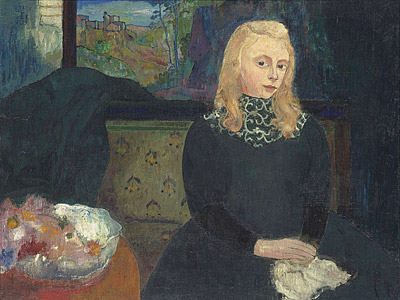
Ritratto di M.lle Gabrielle Vien

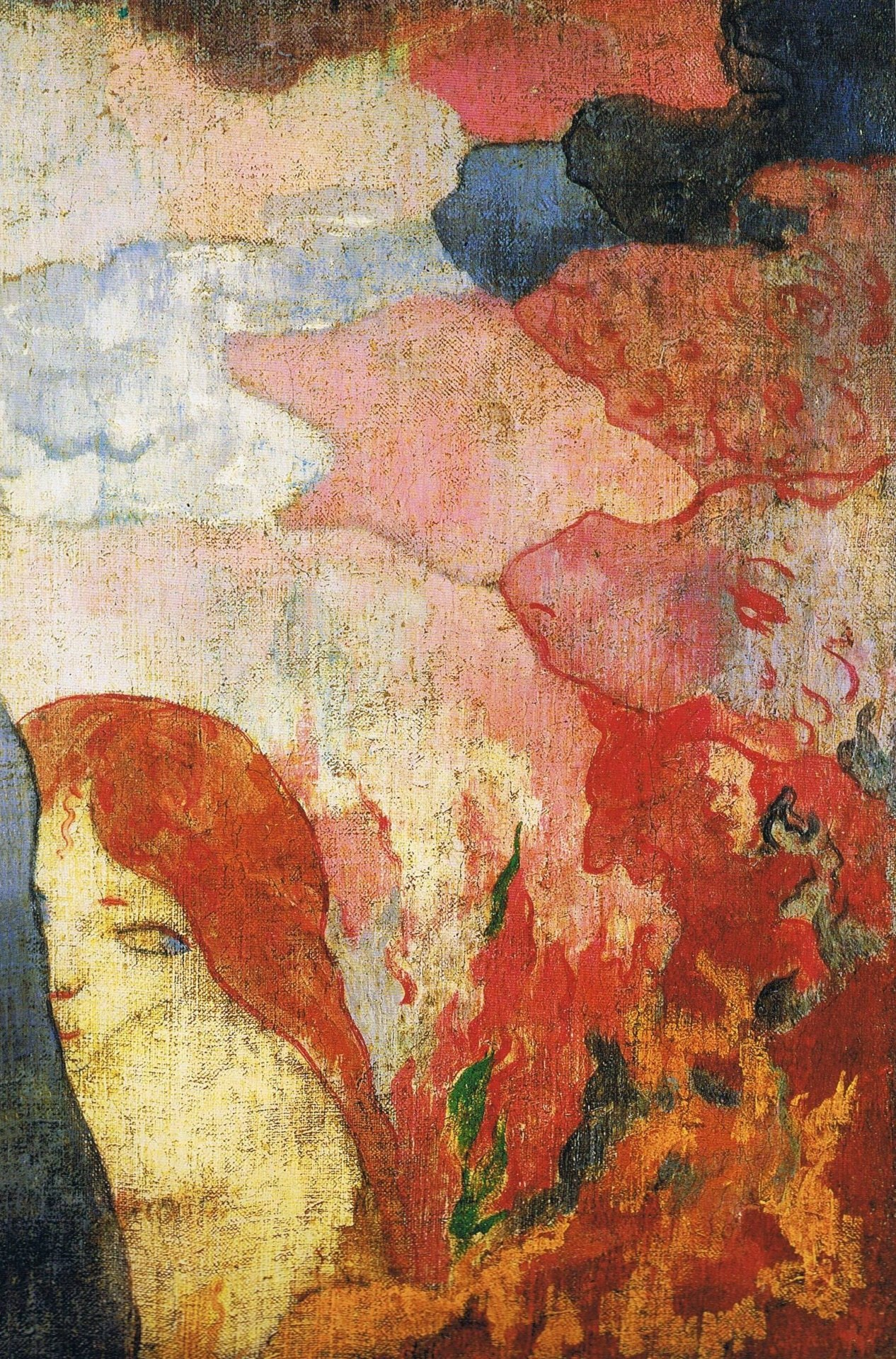
Les fleurs du mal
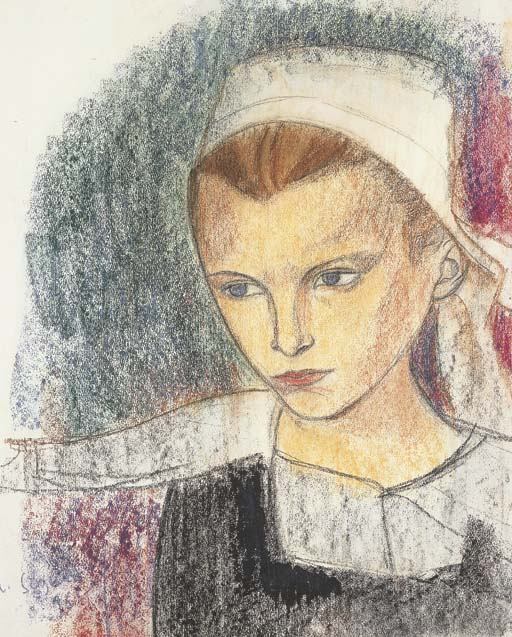
Giovane bretone
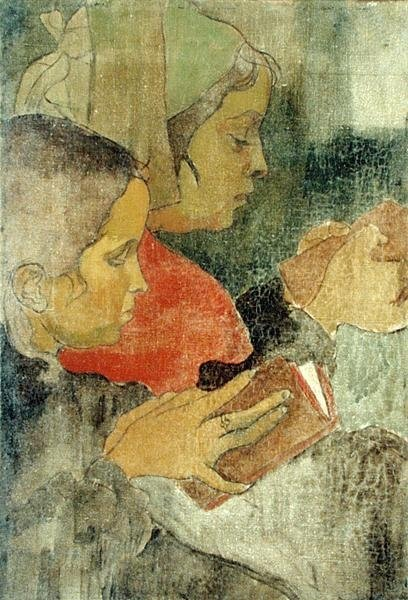
Contadine bretoni in preghiera